# Direction norvégienne pour la gestion de la nature
La Direction norvégienne pour la gestion de la nature (norvégien : Direktoratet for naturforvaltning, DN) était l'institution gouvernementale norvégienne - liée au ministère norvégien de l'Environnement - chargée de la protection de l'environnement en Norvège.
En 2013, elle fusionne avec l'Agence norvégienne sur le climat et la pollution et devient l'Agence norvégienne de l'environnement.
Son rôle était notamment de créer et gérer les parcs nationaux et l'ensemble des zones protégées du pays, ainsi que de « préserver la diversité biologique et de renforcer le droit d'accès de tous à la nature. »
L'institution était basée à Trondheim et employait environ 330 personnes. Ses directeurs successifs ont été Helge Vikan (1985–1988), Peter Johan Schei (1989–1995), Stein Lier-Hansen (1995–2000) et Janne Sollie (2001-2013).